# Liliensteine
Liliensteine (schwedisch Liljestenar) sind nicht mehr am Originalplatz, jedoch auf Friedhöfen zu findende Sandsteinplatten oder -fragmente, deren Verzierung durch eine stilisierte Lilie geprägt ist, deren Bedeutung diskutiert wird. Es könnte z. B. auch eine Lebensbaumesdarstellung sein. Liliensteine vom Palmettyp haben herzförmige Motive. Laut Folke Högberg (1884–1972) waren sie so häufig, dass diese Steine für „normal“ gehalten wurden. In den 1950er und 1960er Jahren hat Folke Högberg (1884–1972), Mitglied der lokalen Historischen und Antiquarischen Gesellschaft von Skövde, eine Bestandsaufnahme durchgeführt. Er hatte 1967 338 Liliensteine registriert, inzwischen sind weitere entdeckt worden, darunter zwei auf Gotland, so dass derzeit über 400 bekannt sind. Der einzige Lilienstein nördlich von Uppland ist der wiederentdeckte Stein in Kyrkdal in der Gemeinde Kramfors in der schwedischen Provinz Västernorrlands län und der historischen Provinz Ångermanland.

## Beschreibung
Als Reliefs füllen sie rechteckige oder leicht trapezoide Grabplatten in der Provinz Västergötland in Schweden, speziell um den 306 m hohen „Kinnekulle“, einen Berg in der Gemeinde Götene. Dieser Bereich deckt sich etwa mit der mittelalterlichen Diözese Skara. Einige wurden auch in Bohuslän, Dalsland, Uppland und Värmland und auf Gotland gefunden. Vier befinden sich an der Sakristeiwand der Kirche von Leksberg. Einige tragen Runeninschriften, die typologisch nicht älter sind als 1100 n. Chr.

Liliensteine
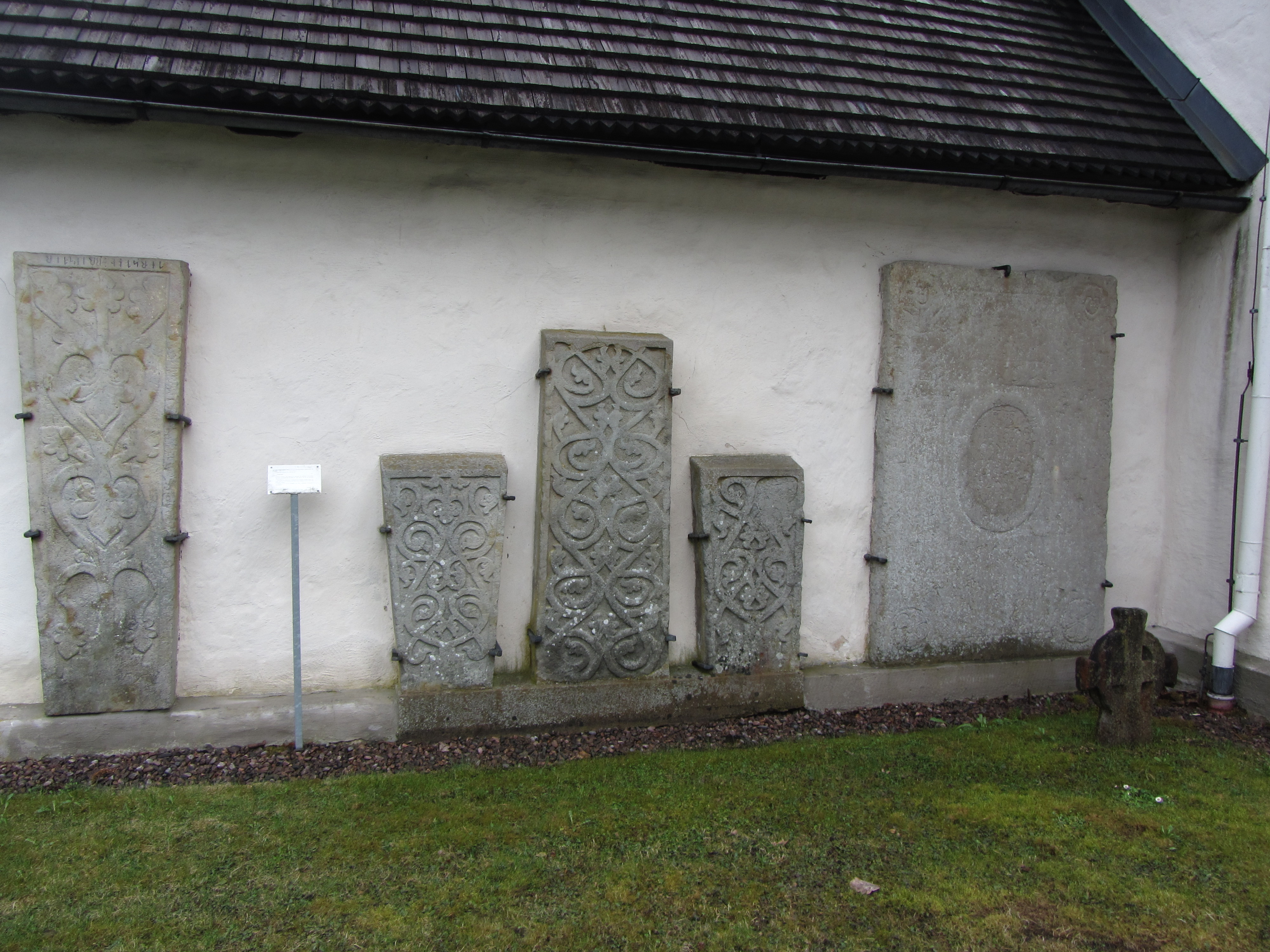
Liliensteine der Leksberg kyrka - der linke trägt eine Runeninschrift
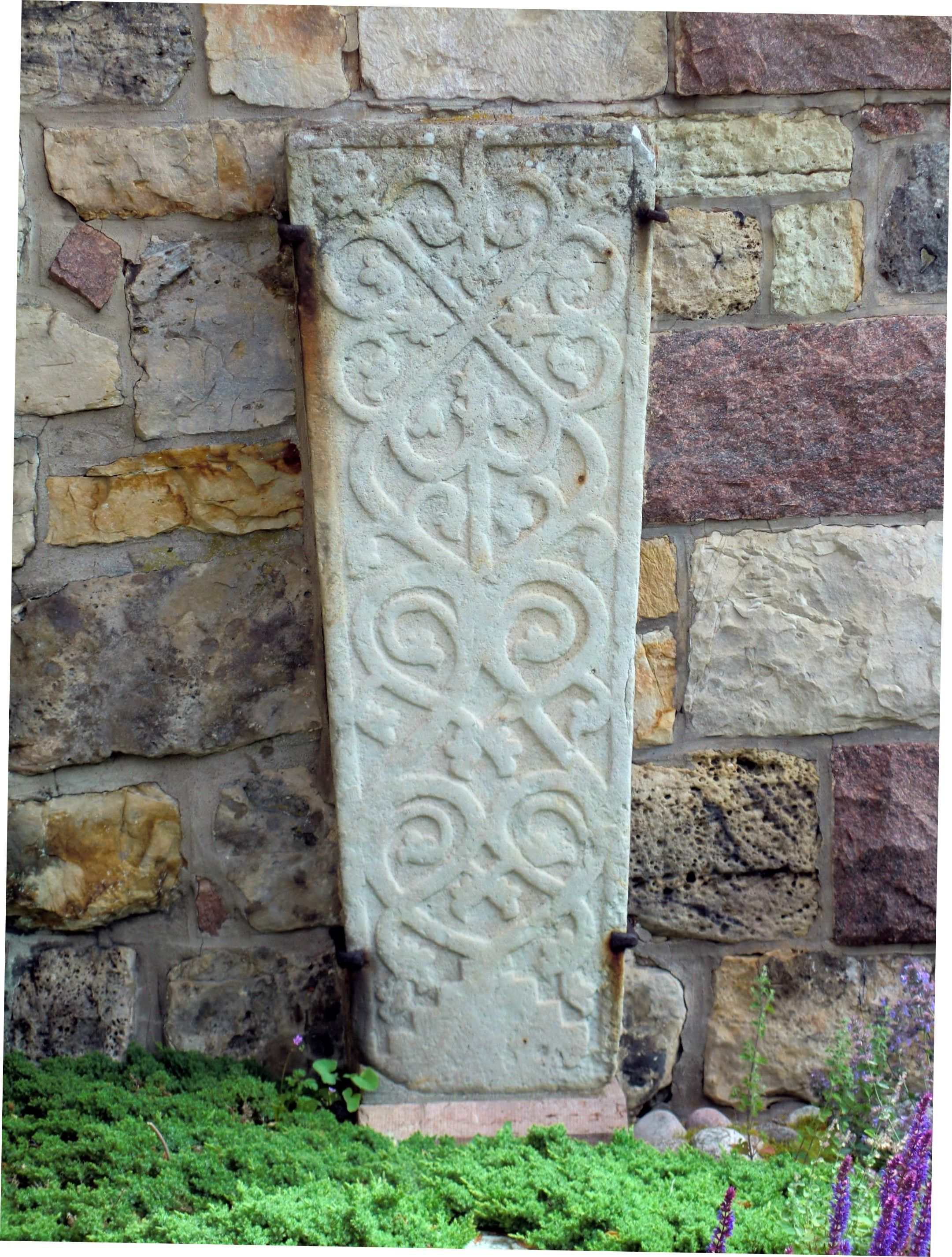
Lilienstein von Bjorsäter
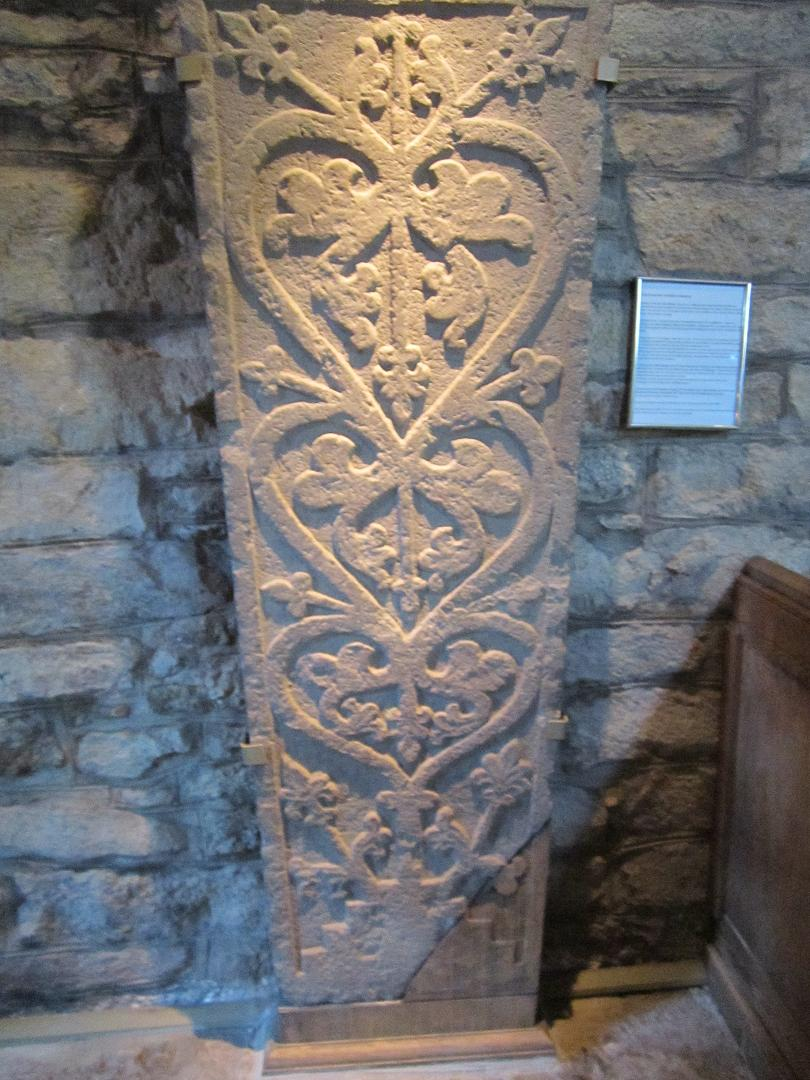
Lilienstein von Husaby
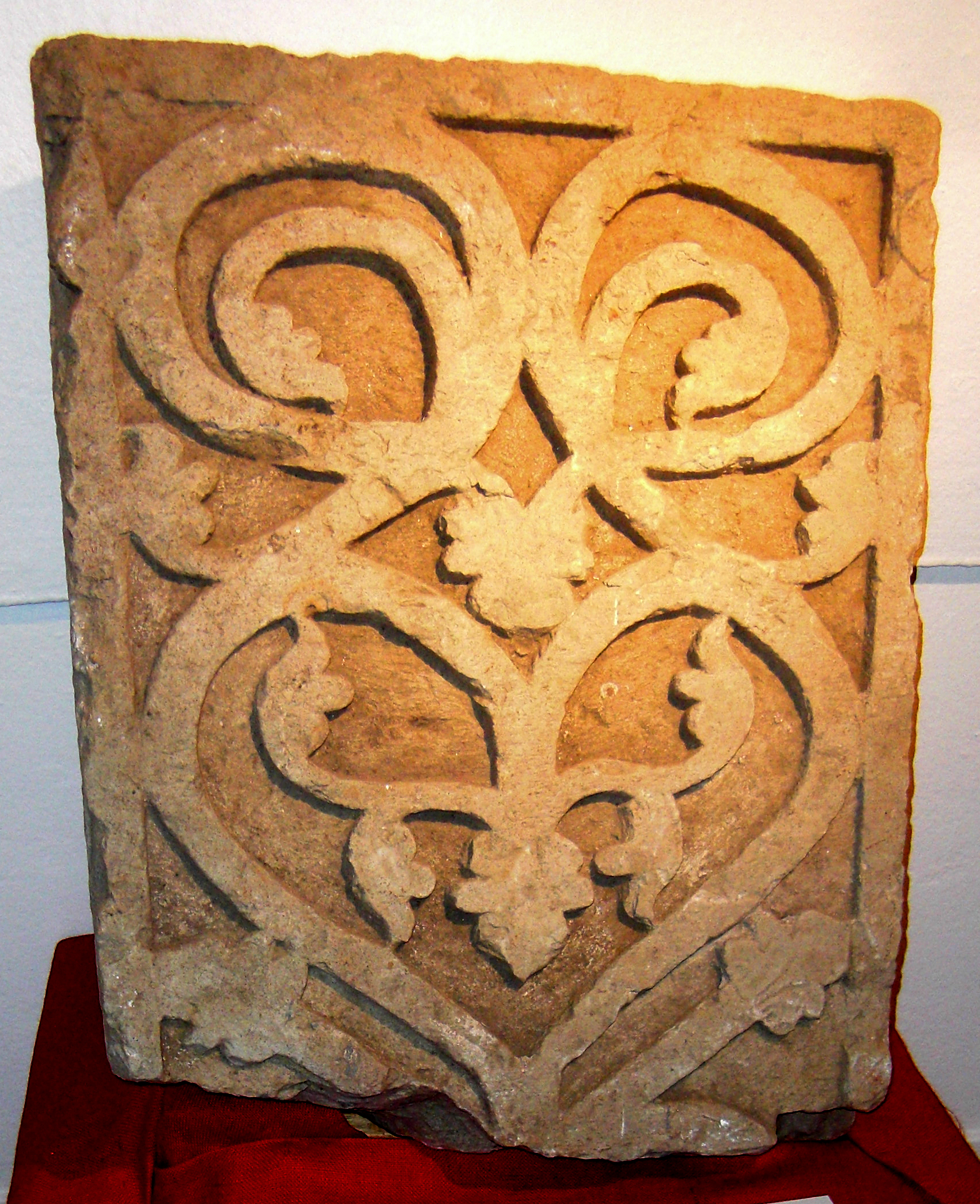
Lilienstein von Skara - vom Palmettyp
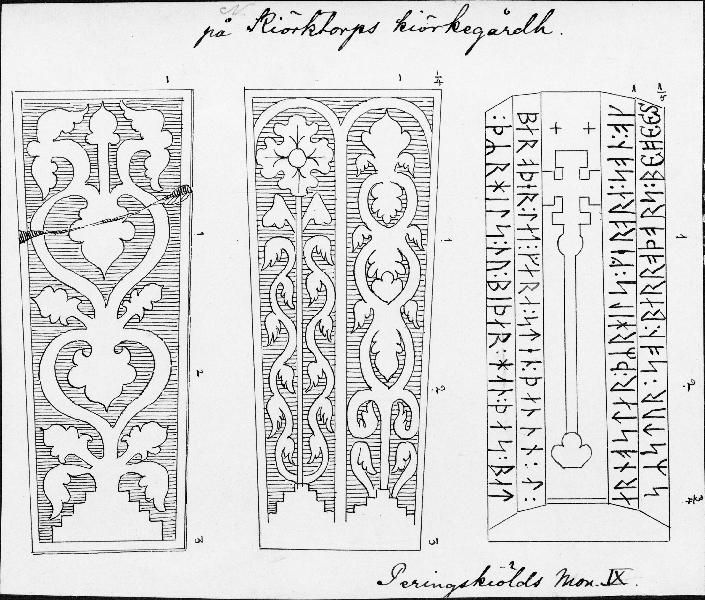
Lilienstein von Norra Kyrketorp; rechts Vg 98 mit Runen

Harald Wideen (1912–2001) glaubte in den 1940er Jahren, dass die Liliensteine im 13. Jahrhundert direkt aus England importiert worden waren. Nach Leon Rhodin, Leif Gren und Verner Lindblom wurden die Motive der Lilien hingegen bereits im 9. Jahrhundert direkt aus Byzanz übernommen. Die neuen Theorien über die Herkunft dieser zwischen 1100 und 1200 n. Chr. verbreiteten Zierform aus Byzanz verändern die traditionelle Geschichte der Christianisierung Schwedens. Forscher stellen die Hypothese auf, dass es in Schweden anfangs ein orthodoxes Christentum gab. Andauernde Einflüsse der byzantinischen Kirche auf Gotland sind während des nordischen Mittelalters, das 1050 n. Chr. begann, besonders deutlich. Unter den Utensilien des 11. und 12. Jahrhunderts folgen besonders die Kreuzanhänger und Enkolpien byzantinischen Mustern. Einige Steinmetze, wie die Byzantios und Semi-Byzantios genannten, haben auf der Insel deutliche Spuren hinterlassen. Auch die Stabkreuzplatten (schwedisch Stavkorshällar) in einigen gotländischen Kirchen weisen durch ihre Tatzenkreuze nach Byzanz. Gleichbedeutend sind die wenigen erhaltenen, aus dem 12. Jahrhundert stammenden Wandmalereien in den Kirchen von Garde und Källunge, Relikte einer byzantinischen Schule, die auf der Insel bis ins frühe 13. Jahrhundert prägend blieb. Zum Einfluss der byzantinischen Kunst auf Gotland kam es in der Zeit reger Handelsverbindungen zwischen Gotland, dem Kiewer Reich und Byzanz. Das festländische Schweden scheint zumindest bis zum Bruch zwischen der katholischen und der orthodoxen Kirche, im Jahre 1054, regional ebenfalls unter östlichem Kircheneinfluss gestanden zu haben.

## Doppelsteine
Ein Stein mit einem doppelten Satz von Ornamenten zu beiden Seiten eines Trennstreifens wird Doppelstein genannte. Konsens unter denen, die glauben, dass die Liliensteine Grabsteine waren, ist, dass diese Steine über Doppelgräbern lagen. Oft wurden die beiden Felder auf einem Doppelstein verschiedenen gemustert. Die Abmessung der Doppelsteine variiert zwischen 1,67 und 2,08 m in der Länge und zwischen 0,8 und 1,3 m in der Breite, die der Einzelsteine zwischen 1,5 und 2,5 m in der Länge, und 0,5 und 1,0 m in der Breite. Lilystones sind gibt es auch in Miniaturform (unter 1,5 m Länge).

## Analogien
In Nordirland in der Movilla Abbey von Newtownards im County Down und anderenorts befinden sich Grabplatten/Sargdeckel (englisch foliate coffin-lid) aus dem Mittelalter, die ebenfalls mit Blattwerkmustern im Stile der Liliensteine verziert sind.